# Độ từ khuynh

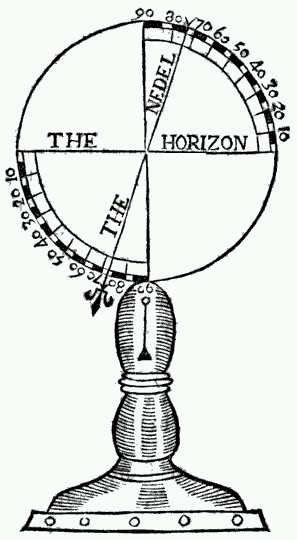
Minh họa độ từ khuynh trong sách của Norman, The Newe Attractive

Độ từ khuynh là góc tạo thành bởi véc tơ từ trường Trái Đất với mặt phẳng nằm ngang tại điểm khảo sát.
hoặc là (góc hợp bởi kim nam châm của la bàn từ khuynh và mặt phẳng nằm ngang gọi là độ từ khuynh hay (góc từ khuynh).)

## Giải thích

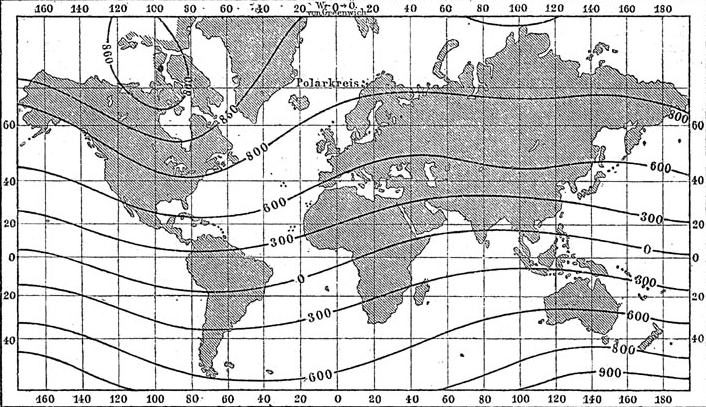
Đường sức từ năm 1860

Độ từ khuynh là do kim nam châm hướng theo đường sức từ do tác động của lực từ. Do lực của các đường sức trên Trái Đất không song song với bề mặt đất nên đầu bắc của kim la bàn sẽ chúi xuống ở bắc bán cầu (giá trị dương) và hướng lên ở nam bán cầu (giá trị âm). Các đường đồng giá trị từ khuynh trên bề mặt Trái Đất được gọi là "đường đẳng khuynh". Tập hợp các điểm có giá trị từ khuynh bằng 0 thì được gọi là xích đạo từ. Giá trị này dao động từ -90⁰ đến +90⁰.

## Tầm quan trọng
Đây là hiện tượng quan trọng trong hàng không, vì nó làm cho la bàn của máy bay chỉ ra các giá trị sai trong quá trình định vị và thay đổi tốc độ bay.